# Rio Hluhluwe
Rio Hluhluwe é um rio da África do Sul.